# Tete Morne/Morne Andrew
Tete Morne/Morne Andrew es una localidad de Santa Lucía que forma parte del distrito de Vieux Fort.